# Campeonato Mundial de Luge de 2015
O Campeonato Mundial de Luge de 2015 foi a 43ª edição da competição, que foi disputada entre nos dias 14 e 15 de fevereiro na cidade de Sigulda, Letônia.

## Medalhistas
| Evento                                 | Ouro                                                                  | Ouro     | Prata                                                                        | Prata  | Bronze                                                         | Bronze |
| Individual masculino detalhes          | RUS Semen Pavlichenko                                                 | 1:36.288 | GER Felix Loch                                                               | +0.071 | AUT Wolfgang Kindl                                             | +0.184 |
| Individual feminino detalhes           | GER Natalie Geisenberger                                              | 1:24.142 | RUS Tatiana Ivanova                                                          | +0.316 | GER Tatjana Hüfner                                             | +0.321 |
| Duplas detalhes                        | GER Alemanha Tobias Wendl Tobias Arlt                                 | 1:23.900 | AUT Áustria Peter Penz Georg Fischler                                        | +0.136 | ITA Itália Christian Oberstolz Patrick Gruber                  | +0.257 |
| Revezamento misto por equipes detalhes | GER Alemanha Natalie Geisenberger Felix Loch Tobias Wendl Tobias Arlt | 2:13.152 | RUS Rússia Tatiana Ivanova Semen Pavlichenko Andrey Bogdanov Andrey Medvedev | +0.082 | CAN Canadá Alex Gough Samuel Edney Tristan Walker Justin Snith | +0.977 |

## Quadro de medalhas
| Ordem | País     |   |   |   |   |
| 1     | Alemanha | 3 | 1 | 1 | 5 |
| 2     | Rússia   | 1 | 2 |   | 3 |
| 3     | Áustria  |   | 1 | 1 | 2 |
| 4     | Canadá   |   |   | 1 | 1 |
| 4     | Itália   |   |   | 1 | 1 |
| 6     | Letónia  |   |   |   | 0 |